# Kaltenberg
För andra betydelser, se Kaltenberg (olika betydelser).
Kaltenberg är kortnamnet på ett bryggeri i Fürstenfeldbruck i Bayern i Tyskland. Det fullständiga namnet är König Ludwig GmbH & Co. KG Schloßbrauerei Kaltenberg (Schlossbrauerei Kaltenberg). Slottet har producerat öl sedan 1292. Numer sker den största delen av produktionen i en modern fabrik utanför slottet. 2004 var produktionen 340 000 hl, varav 100 000 hl bryggdes på slottet. 
Två av varumärkena har namn efter kungligheter i Bayern; Luitpold prins av Bayern och ägare av bryggeriet samt König Ludwig (efter olika kungar från Bayern). 
I Sverige licensbryggs Kaltenberg av Krönleins Bryggeri i Halmstad.

## Varumärken
Det finns tre huvudmärken. 
- Prinzregent Luitpold: Ljust öl i fyra sorter: 
  - Prinzregent Luitpold Hell
  - Prinzregent Luitpold Dunkel
  - Prinzregent Luitpold Kristallweizen und
  - Prinzregent Luitpold Light.

- König Ludwig
  - König Ludwig Weissbier Hell
  - König Ludwig Weissbier Dunkel
  - König Ludwig Weissbier Kristall
  - König Ludwig Weissbier Leicht
  - König Ludwig Weissbier Alkoholfrei
  - König Ludwig Dunkel

- Kaltenberg, det största varumärket. 
  - Kaltenberg Hell
  - Kaltenberg Spezial
  - Kaltenberg Schlosskeller
  - Kaltenberg 3,8
  - Kaltenberg Light
  - Kaltenberg Pils och Pils Light
  - Kaltenberger "Ritterbock"
  - Kaltenberg Organic